# David Ayalon
David Ayalon (1914 – 25 de junio de 1998) fue un historiador israelí especializado en historia del Islam y de Oriente Medio y famoso por sus estudios de las dinastías mamelucas de Egipto. En su Israel natal es más conocido por el diccionario árabe-hebreo que publicó en 1947.

## Vida
Nació como David  Neustadt en Haifa, y se crio en Zichron Ya'akov y Rosh Pinah. Después de acabar la escuela secundaria en Haifa, Ayalon entró en 1933 en la Universidad hebrea recientemente fundada en Jerusalén. A pesar de servir en el Ejército británico durante la Segunda Guerra Mundial, obtuvo su doctorado en 1946 bajo la tutela de Leo Aryeh Mayer. A finales de la década de 1940 cambió su nombre a David Ayalon.
Ayalon fundó el departamento de Oriente Medio moderno de la Universidad Hebrea de Jerusalén en 1949 y fue su director hasta 1956. De 1963 a 1967 dirigió el Instituto de Estudios Asiáticos y Africanos en la Universidad hebrea.

## Obras
- (con Pesach Shinar) Arabic-Hebrew Dictionary of Modern Arabic, 1947.
- Gunpowder and firearms in the Mamluk kingdom: a challenge to a mediaeval society, 1956
- Studies on the Mamlūks of Egypt (1250–1517), 1977
- The Mamlūk military society, 1979
- Outsiders in the lands of Islam: Mamluks, Mongols, and eunuchs, 1988
- Islam and the abode of war: military slaves and Islamic adversaries, 1994
- Eunuchs, caliphs and sultans: a study in power relationships, 1999